# جناس ملفق
جناس مُلَفَّق در آرایه‌های ادبی از انواع جناس مرکب است. در جناس ملفق حروف دو کلمه در یکدیگر تلفیق شده و معنای تازه‌ای را ایجاد می‌کنند؛ مانند «مجالس جود» با «مجال سجود». در کتب بدیع فارسی جناس ملفّق را مرکب بودن دو رکن دانسته‌اند. درحالی‌که مرکب بودن دو رکن در کتب عربی به معنی گروه بودن است، که از دو کلمه یا بیشتر تشکیل می‌شود. ضمن این که این تعریف کامل نیست زیرا باید حروف کلمات گروه در رکن دیگر با یکدیگر تلفیق شوند و گروه جدیدی را ایجاد کنند.
مثال:
| ای دل در این دیار نشان وفا مجوی |  | جز درد یار ما نبود در دیار ما |